# Krajiwszczyna
Krajiwszczyna (ukr. Краївщина) – wieś na Ukrainie, w obwodzie żytomierskim, w rejonie żytomierskim. W 2001 liczyła 471 mieszkańców, spośród których 469 posługiwało się językiem ukraińskim, a 2 rosyjskim.